# 丹老
丹老，又译墨吉，缅甸东南部德林达依省一城市，位於安达曼海東岸，附近有丹老群岛。全城最大的佛塔是圣躲基佛塔，是一个旅游胜地。
该城在18世纪之前为泰国在安达曼海上的主要港口，后被缅甸占领，以交换清迈。1826年第一次英缅战争后被英国统治。市中心有一座美丽壮观的钟楼。